# Duque Bacelar
Duque Bacelar est une municipalité brésilienne située dans l'État du Maranhão.